# シベリウス高校
シベリウス高等学校（-こうとうがっこう）は、フィンランドのヘルシンキにある高等学校。

## 概要
ヘルシンキの中心部、ヘルシンキ中央駅の東側1kmほどの処にある高等学校で、生徒数は約530名。学校では、音楽とダンスに焦点を当てた指導を行っている。
シベリウス高校の建物は、建築家テオドール・デッカーによって設計され、1901年に完成した。

## 周辺
- アテネウム美術館
- ヘルシンキ現代美術館
- ヘルシンキ中央駅
- ヘルシンキ大学
- クルーヌンハーン中学校